# Казачка (река, впадает в Японское море)
Казачка — река в России, на острове Сахалин.
Впадает в Татарский пролив, протекает по территории Невельского городского округа Сахалинской области.
Общая протяжённость реки составляет 23 км. Площадь водосборного бассейна составляет 90,3 км². Высота истока — 282 м над уровнем моря. Общее направление течения с востока на запад. В долине реки расположен микрорайон «Южный распадок» Невельска.

## Данные водного реестра
По данным государственного водного реестра России относится к Амурскому бассейновому округу.
Код объекта в государственном водном реестре — 20050000212118300007004.